# Cerneșciîna, Zolotonoșa
Cerneșciîna (în ucraineană Чернещина) este un sat în comuna Zorivka din raionul Zolotonoșa, regiunea Cerkasî, Ucraina.

## Demografie
Componența lingvistică a localității Cerneșciîna
     Ucraineană (97,01%)
     Rusă (2,99%)
Conform recensământului din 2001, majoritatea populației localității Cerneșciîna era vorbitoare de ucraineană (97,01%), existând în minoritate și vorbitori de rusă (2,99%).